# Noel Harrison
Noel John Christopher Harrison, född 29 januari 1934 i London, död 19 oktober 2013 i Exeter, Devon, var en brittisk sångare, skådespelare och idrottsman. Han var son till skådespelaren Rex Harrison. Han är far till skådespelaren Cathryn Harrison.
Harrison var i unga år medlem av det brittiska skidlandslaget och han blev deras förste storslalomsegrare 1953. Han representerade Storbritannien i vinter-OS 1952 i Oslo och 1956 i Cortina.
Harrison påbörjade sin karriär som skådespelare 1962. 1966 började han spela in musik. Han fick sin enda hit 1969 med låten "The Windmills of Your Mind", antagligen mycket tack vare att den var med i filmen Äventyraren Thomas Crown. Efter att inga efterföljande singlar lyckats slå satsade han helt på teater.

## Diskografi
Album
- Noel Harrison at the Blue Angel (1960)
- Noel Harrison at Unika (1960)
- Noel Harrison (1966)
- Collage (1967)
- Santa Monica Pier (1968)
- The Great Electric Experiment Is Over (1969)
- The World of Noel Harrison (1969)
- Mount Hanley Song (1979)
- Live From Boulevard Music (2002) (live)
- Adieu, Jacques (2002) (musikal)
- Hold back time (2003)
- Life is a Dream (2003) (samlingsalbum 1967–1969)
- From the Sublime to the Ridiculous (2010)